# Johannes Fibiger
Johannes Andreas Grib Fibiger (n. 23 aprilie 1867, Silkeborg, Regiunea Midtjylland, Danemarca – d. 30 ianuarie 1928, Copenhaga, Danemarca) a fost medic și patolog danez. A descoperit un microorganism, numit Spiroptera carcinoma, despre care a susținut că este agentul cauzator al cancerului (în studii efectuate pe rozătoare), descoperire pentru care, în 1926, i s-a decernat Premiul Nobel pentru Fiziologie sau Medicină.

## Biografie
Johannes Fibiger a studiat Medicina la Berlin, avându-i ca profesori pe Robert Koch și Emil Adolf von Behring. În 1890 obține doctoratul și își continuă studiile la Universitatea din Copenhaga, obținând doctoratul în cercetare, iar în 1895 devine profesor în cadrul acestei prestigioase universități.

## Contribuții
Studiind tuberculoza la șobolanii de laborator, Fibiger a remarcat, la unii din exemplare, prezența unor tumori. Mai mult, aceste tumori erau asociate existenței unor nematode, viermi prezenți în gândacii consumați de aceste rozătoare. Fibiger ajunge la concluzia că aceste nematode erau cauza cancerului. În realitate, tumorile se datorau în primul rând carenței de vitamina A. Paraziții nu au cauzat decât iritarea țesuturilor, care conducea la apariția tumorilor.
Deși legătura dintre paraziți și cancer s-a dovedit a fi nerelevantă, ideea că un țesut vătămat poate fi o cauză a cancerului a constituit un pas important în evoluția cercetărilor legate de acestă teribilă maladie.